# 이길보라
이길보라(1990년 7월 25일 ~ )는 대한민국의 영화 감독이다.

## 생애
청각 장애인 부모 이상국, 길경희 사이에서 1990년 7월 25일 태어났다. 안산동산고등학교에서 1학년 재학 중 8개월 동안 인도 등 아시아 8개국으로 배낭여행을 떠났다. 여행에서 돌아온 후 학교로 돌아가지 않고 학교 밖 공동체에서 글쓰기, 여행, 영상 제작 등을 통해 공부를 하였다. ‘홈스쿨러’, ‘탈학교 청소년’ 같은 말이 거리에서 삶을 배우는 자신과 같은 청소년에게 맞지 않다고 판단해 2008년 자신이 제작, 연출한 첫 다큐멘터리 《로드 스쿨러》와 2009년 쓴 《길은 학교다》란 책을 통해 ‘로드스쿨러’라는 말을 제안했다.
2009년 한국예술종합학교 영상원 방송영상과에 입학하였다. 2014년 졸업작품이자 두번째 장편 다큐멘터리인 《반짝이는 박수 소리》를 감독했다. 자신의 가족 이야기를 다룬 자전적인 내용으로, 2014년 서울국제여성영화제의 다큐멘터리 옥랑문화상 부문 초청상영작으로 처음 공개 되었으며 KT&G 상상마당을 통해 2015년 4월 23일 개봉했다.
정의기억연대 전 이사장이자 현 더불어민주당 비례대표 의원 윤미향이 2020년 3월 14일 총선을 앞두고 이용수(1928) 할머니도 직접 만나지 못하고 통화로 출마 소식을 전했을 정도로 바쁜 와중에도 시간을 내어 이길보라의 베트남 전쟁영화 기억의 전쟁 홍보행사에 참석했을 정도로 각별한 관계이다. 사이트 윤미향 활동상황 보관됨 2020-06-09 - 웨이백 머신

## 작품 활동

### 다큐멘터리
- 2008년 다큐멘터리 《로드스쿨러》
- 2014년 다큐멘터리 《반짝이는 박수 소리》
- 기억의 전쟁

### 저서
- 2009년 《길은 학교다》 한겨레출판. 총 250쪽. ISBN 9788984313309.
- 2009년 《로드스쿨러》 또하나의문화. 총 248쪽. ISBN 9788985635837. (공저)
- 2015년 《반짝이는 박수소리》 한겨레출판. 총 264쪽. ISBN 9788984319417.
- 2020년 《해보지 않으면 알 수 없어서》 문학동네. 총 276쪽. ISBN 9788954673617 {{isbn}}의 변수 오류: 유효하지 않은 ISBN..
- 2022년 《반짝이는 박수소리》 (개정판) 문학동네. 총 232쪽. ISBN 9788954686600 {{isbn}}의 변수 오류: 유효하지 않은 ISBN..

## 수상
로드 스쿨러(2008년작)
- 2007년 제7회 대한민국 청소년 미디어대전 관객상
- 2008년 제2회 대전독립영화제 장려상

반짝이는 박수 소리(2014년작)
- 2013년 제15회 서울국제여성영화제 다큐멘터리 옥랑문화상, 관객상
- 2014년 제8회 여성인권영화제 관객상
- 2014년 제15회 장애인영화제 대상
- 2015년 제14회 야마카타국제다큐멘터리영화제 뉴아시안흐름 심사위원 특별언급